# Juegos Asiáticos de 2018
Los XVIII Juegos Asiáticos, también conocidos como Yakarta-Palembang 2018, fue un evento multideportivo realizado entre el 18 de agosto y el 2 de septiembre de 2018 en las ciudades indonesias de Yakarta y Palembang.
Por primera vez los Juegos Asiáticos se organizaron conjuntamente en dos ciudades: la capital indonesia de Yakarta y Palembang, la capital de la provincia de Sumatra del Sur. Las ceremonias de apertura y clausura de los Juegos se celebraron en el Estadio Bung Karno en Yakarta.
China lideró el medallero por décima vez consecutiva. Corea del Norte y Corea del Sur desfilaron bajo la Bandera de la unificación coreana en la ceremonia de apertura, y por primera vez, compitieron como equipo unificado en algunos eventos. También ganaron una medalla de oro, la primera como equipo unificado. El nadador japonés Rikako Ikee fue anunciado como el Jugador Más Valioso (MVP). Se batieron 6 récords mundiales, 18 récords asiáticos y 86 de anteriores ediciones de los juegos asiáticos.

## Proceso de candidatura
A diferencia de la edición décima octava de los Juegos, el proceso de candidatura ser juegos de 2023. Similar a como la FIFA realizó con Copa Mundial de Fútbol de 2018 y 2022. El Consejo Olímpico de Asia anunció en abril de 2011 las ciudades seleccionadas.
Entre las ciudades candidatas a la fecha se identifican:
- Dubái, Emiratos Árabes Unidos.
- Singapur.
- Taipéi, República de China.
- Hanói, Vietnam.
- Nueva Delhi, India.
- Asjabad, Turkmenistán

## Participantes

### Naciones participantes
| Lista de naciones participantes (cantidad de deportistas) | Lista de naciones participantes (cantidad de deportistas) | Lista de naciones participantes (cantidad de deportistas) | Lista de naciones participantes (cantidad de deportistas) |
| --- | --- | --- | --------------------------------------------------------- |
| - Afganistán (AFG) (65) - Arabia Saudita (KSA) (169) - Bangladés (BAN) (117) - Baréin (BRN) - Birmania (MYA) - Bután (BHU) (24) - Brunéi (BRU) (15) - Camboya (CAM) - Catar (QAT) - República Popular China (CHN) - China Taipéi (TPE) - Corea (COR) (60) - Corea del Norte (PRK) (168) - Corea del Sur (KOR) (807) - Emiratos Árabes Unidos (UAE) | - Filipinas (PHI) - Hong Kong (HKG) - India (IND) - Indonesia (INA) (938) - Irak (IRQ) - Irán (IRI) - Japón (JPN) - Jordania (JOR) - Kazajistán (KAZ) - Kirguistán (KGZ) - Atletas Olímpicos Individuales (IOA) (24) - Laos (LAO) - Líbano (LIB) - Macao (MAC) - Malasia (MAS) | - Maldivas (MDV) - Mongolia (MGL) - Nepal (NEP) - Omán (OMA) - Pakistán (PAK) - Palestina (PLE) - Singapur (SIN) - Siria (SYR) - Sri Lanka (SRI) - Tailandia (THA) - Tayikistán (TJK) - Timor Oriental (TLS) - Turkmenistán (TKM) - Uzbekistán (UZB) - Vietnam (VIE) - Yemen (YEM) |                                                           |

### Deportes
- Artes marciales
  - Jujitsu
  - Combate
  - Pencak Silat
  - Sambo
  - Wushu
- Atletismo
- Bádminton
- Balonmano
- Béisbol
- Baloncesto
- Bolos
- Boxeo
- Bridge de contrato
- Ciclismo
- Deportes acuáticos
  - Natación
  - Natación artística
  - Saltos
  - Waterpolo
- Escalada deportiva
- Esgrima
- Hípica
- Hockey sobre hierba
- Fútbol
- Golf
- Gimnasia
- Judo
- Kabaddi
- Kárate
- Levantamiento de pesas
- Lucha
- Moto acuática
- Navegación
- Parapente
- Patinaje
- Pentatlón moderno
- Piragüismo
- Remo
- Rugby 7
- Sepak Takraw
- Squash
- Tenis de mesa
- Taekwondo
- Tenis
- Tiro al arco
- Tiro
- Triatlón
- Voleibol

## Desarrollo

### Calendario
La competición constó de 465 eventos en 40 deportes.
| AP | Apertura | ● | Competiciones | 1 | Eventos finales | CL | Clausura |

| agosto/septiembre | agosto/septiembre | 10 Vie | 11 Sab | 12 Dom | 13 Lun | 14 Mar | 15 Mie | 16 Jue | 17 Vie | 18 Sab | 19 Dom | 20 Lun | 21 Mar | 22 Mie | 23 Jue | 24 Vie | 25 Sab | 26 Dom | 27 Lun | 28 Mar | 29 Mie | 30 Jue | 31 Vie | 1 Sab | 2 Dom | Medallas Eventos |
| ----------------- | ----------------- | ------ | ------ | ------ | ------ | ------ | ------ | ------ | ------ | ------ | ------ | ------ | ------ | ------ | ------ | ------ | ------ | ------ | ------ | ------ | ------ | ------ | ------ | ----- | ----- | ---------------- |
| Ceremonias        | Ceremonias        |        |        |        |        |        |        |        |        | AP     |        |        |        |        |        |        |        |        |        |        |        |        |        |       | CL    |                  |
| Total             | Total             | 0      | 0      | 0      | 0      | 0      | 0      | 0      | 0      | 0      | 21     | 29     | 28     | 33     | 42     | 37     | 26     | 36     | 39     | 29     | 36     | 34     | 30     | 44    | 1     | 465              |
| agosto/septiembre | agosto/septiembre | 10 Vie | 11 Sab | 12 Dom | 13 Lun | 14 Mar | 15 Mie | 16 Jue | 17 Vie | 18 Sab | 19 Dom | 20 Lun | 21 Mar | 22 Mie | 23 Jue | 24 Vie | 25 Sab | 26 Dom | 27 Lun | 28 Mar | 29 Mie | 30 Jue | 31 Vie | 1 Sab | 2 Dom | Medallas Eventos |

## Símbolos

### Logotipo
El emblema inicial de los Juegos Asiáticos de 2018 se dio a conocer por primera vez el 9 de septiembre de 2015, en celebración del Día Nacional del Deporte del país. El 27 de diciembre de 2015, el vicepresidente Jusuf Kalla presentó las mascotas de los Juegos, Drawa. Tanto el emblema como las mascotas eran una interpretación estilizada del cenderawasih, una especie rara de ave en Indonesia. Los diseños fueron ampliamente criticados por su apariencia anticuada, y Drawa también fue criticado por tener poca conexión con la cultura y la historia de Indonesia (algunos indonesios bromearon diciendo que la mascota se parecía más a una gallina que a un cenderawasih). Los organizadores finalmente retiraron el emblema y la mascota originales y anunciaron una convocatoria abierta para un nuevo diseño. De 60 presentaciones, el nuevo emblema, titulado "Energía de Asia", se dio a conocer el 28 de julio de 2016. El nuevo emblema se inspiró en el estadio Gelora Bung Karno y pretendía simbolizar la unidad entre los países asiáticos. Durante los Juegos sólo se utilizó la versión en inglés del lema. No existe un equivalente indonesio del lema adoptado.

### Fuego olímpico
El 10 de mayo de 2018, 100 días antes de su inauguración, se dio a conocer la antorcha de los Juegos Asiáticos. El diseño se inspiró en el golok y la piel, armas tradicionales originarias de Yakarta y Palembang.
El relevo de la antorcha comenzó en el Estadio Nacional Major Dhyan Chand de Nueva Delhi, sede de los primeros Juegos Asiáticos, el 15 de julio de 2018. La llama se generó a partir de un espejo parabólico dirigido al sol.
El 18 de julio de 2018, tuvo lugar una ceremonia en el campo Brahma junto al templo hindú de Prambanan, del siglo IX, cerca de Yogyakarta, donde la llama de la antorcha de la India se fusionó con una llama eterna natural indonesia tomada de Mrapen, Java Central. Posteriormente, se realizó el Concierto del Relevo de la Antorcha que marcó el inicio del relevo de la antorcha en todo el país.
El relevo viajó por 54 ciudades en 18 provincias de Indonesia, incluidas las ciudades anfitrionas. El relevo cubrió una distancia total de 18.000 kilómetros (11.000 millas). El relevo terminó el 17 de agosto, el 73º aniversario de la Proclamación de Independencia de Indonesia, en el Monumento Nacional de Yakarta antes de ser llevado a la ceremonia de apertura en el Estadio Gelora Bung Karno al día siguiente.

## Medallero
Resultados finales:
| Núm. | País                   | Oro | Plata | Bronce | Total |
| ---- | ---------------------- | --- | ----- | ------ | ----- |
| 1    | China                  | 132 | 92    | 65     | 289   |
| 2    | Japón                  | 75  | 56    | 74     | 205   |
| 3    | Corea del Sur          | 49  | 58    | 70     | 177   |
| 4    | Indonesia              | 31  | 24    | 43     | 98    |
| 5    | Uzbekistán             | 21  | 24    | 25     | 70    |
| 6    | Irán                   | 20  | 20    | 22     | 62    |
| 7    | China Taipéi           | 17  | 16    | 31     | 67    |
| 8    | India                  | 15  | 24    | 30     | 69    |
| 9    | Kazajistán             | 15  | 17    | 44     | 76    |
| 10   | Corea del Norte        | 12  | 12    | 13     | 37    |
| 11   | Baréin                 | 12  | 7     | 7      | 26    |
| 12   | Tailandia              | 11  | 16    | 46     | 73    |
| 13   | Hong Kong              | 8   | 18    | 20     | 46    |
| 14   | Malasia                | 7   | 13    | 16     | 36    |
| 15   | Catar                  | 6   | 4     | 3      | 13    |
| 16   | Vietnam                | 4   | 16    | 18     | 38    |
| 17   | Mongolia               | 4   | 9     | 11     | 24    |
| 18   | Singapur               | 4   | 4     | 14     | 22    |
| 19   | Filipinas              | 4   | 2     | 15     | 21    |
| 20   | Emiratos Árabes Unidos | 3   | 6     | 5      | 14    |